# Пражская археологическая культура
Пра́жская культу́ра (культура с керамикой пражского типа, памятники пражского типа, пражско-корчакская культура, пражская культурная провинция и др. названия) — археологическая культура древних славян IV—VII веков, распространённая в Центральной и Восточной Европе (от Эльбы до Дуная и среднего Днепра). Локальным вариантом пражской культуры выступают памятники типа Корчак, в некоторых работах используется обобщённое название — пра́жско-корча́кская культура.
Название культура получила по характерной лепной керамике и другим находкам, впервые обнаруженным в Праге и окрестностях, описанным в 1930-х годах чешским археологом Иваном Борковским. Исследователь отметил, что подобная глиняная посуда известна также на территории Польши и Германии, и предложил именовать её пражской, полагая, что она восходит к керамике автохтонной культуры полей погребальных урн через посредство латенской культуры. Основу современного этапа изучения пражской культуры составляют работы И. П. Русановой.
В настоящее время пражская археологическая культура — древнейшая культура, принадлежность которой славянам общепризнана. Практически все специалисты считают, что пражская культура отражает ядро традиционной культуры народа, представители которого называли себя *slověne (*словене, от которого более позднее славяне), а в греко-латинских письменных источниках VI—VII веков фигурировали как склавины. Пражско-корчакская культура объединяла регионы, которые в результате распада праславянской общности стали ареалами самостоятельных славянских этнолингвистических групп — южных, западных и восточных славян.

## Формирование
Высказывались предположения, что пражская культура развилась из пшеворской (И. П. Русанова), что она родственна пшеворской (через посредство прешовской) и черняховской (В. В. Седов) или же черняховской и киевской культурам (В. Д. Баран). Обсуждалась её возможная преемственность с культурой штрихованной керамики (Д. А. Мачинский), а также с киевской и сходными «постзарубинецкими» культурами (Г. С. Лебедев, М. Б. Щукин, С. Е. Рассадин и др.).
К настоящему времени в науке сложились три основные гипотезы (с вариациями) происхождения пражской культуры:
- на основе пшеворской культуры (или одного из её компонентов) в Висло-Одерском регионе — разделяется рядом польских исследователей (в основном, из школы Ю. Костшевского), а также И. П. Русановой, отчасти В. В. Седовым;
- на основе зубрецкой культуры, продолжавшейся в рамках локального варианта черняховской культуры на территории Верхнего и Среднего Поднестровья — поддерживается большинством украинских учёных, отчасти В. В. Седовым;
- в ходе расселения ряда групп населения лесной зоны Восточной Европы на запад и юг (позиция Д. А. Мачинского, М. Б. Щукина, К. Годловского, И. Вернера и др.), или в ходе взаимодействия потомков носителей полесского варианта зарубинецкой культуры и их северных соседей, преимущественно в Полесье, а затем в ходе расселения и присоединения ряда более или менее родственных групп — разделяется И. О. Гавритухиным и частью белорусских исследователей[2].

Согласно М. М. Казанскому, пражская культура сложилась «на основе то ли полесских памятников типа Остров, происхождение которых пока не выяснено, то ли верхнеднестровских древностей типа Бовшив-Рипнев (и близких им карпатских типа Злехов?), восходящих, в конечном итоге, к одному из восточных вариантов культуры Пшеворск».

## Хронология
В развитии пражской культуры выделяется ряд периодов (фаз):
- 0 (IV века или середины IV — начала V века) — период оформления ядра пражской культуры;
- 0/I (около первой половины V века) — переходный период, когда происходили первые миграции носителей культуры;
- I (V века или середины V — первой половины VI века) — ранний период: пражская культура распространена от территорий Полесья, Среднего Поднепровья, верховий Южного Буга до Восточного Прикарпатья, земель в бассейне Средней и Верхней Вислы, земель Нижней Силезии, фиксируется в северо-восточной части Карпатского бассейна и на Нижнем Дунае;
- II (VI века или середины VI — начала VII века) — «классическая» пражская культура, носители которой осваивают ряд регионов Подунавья и поречья Эльбы;
- III (VII века, в некоторых регионах длился до середины VII века) — поздний этап, когда в недрах пражской культуры, достигшей максимального распространения, начинают зарождаться локальные культуры последней четверти 1-го тысячелетия[2].Восточная Европа в III—IV веках

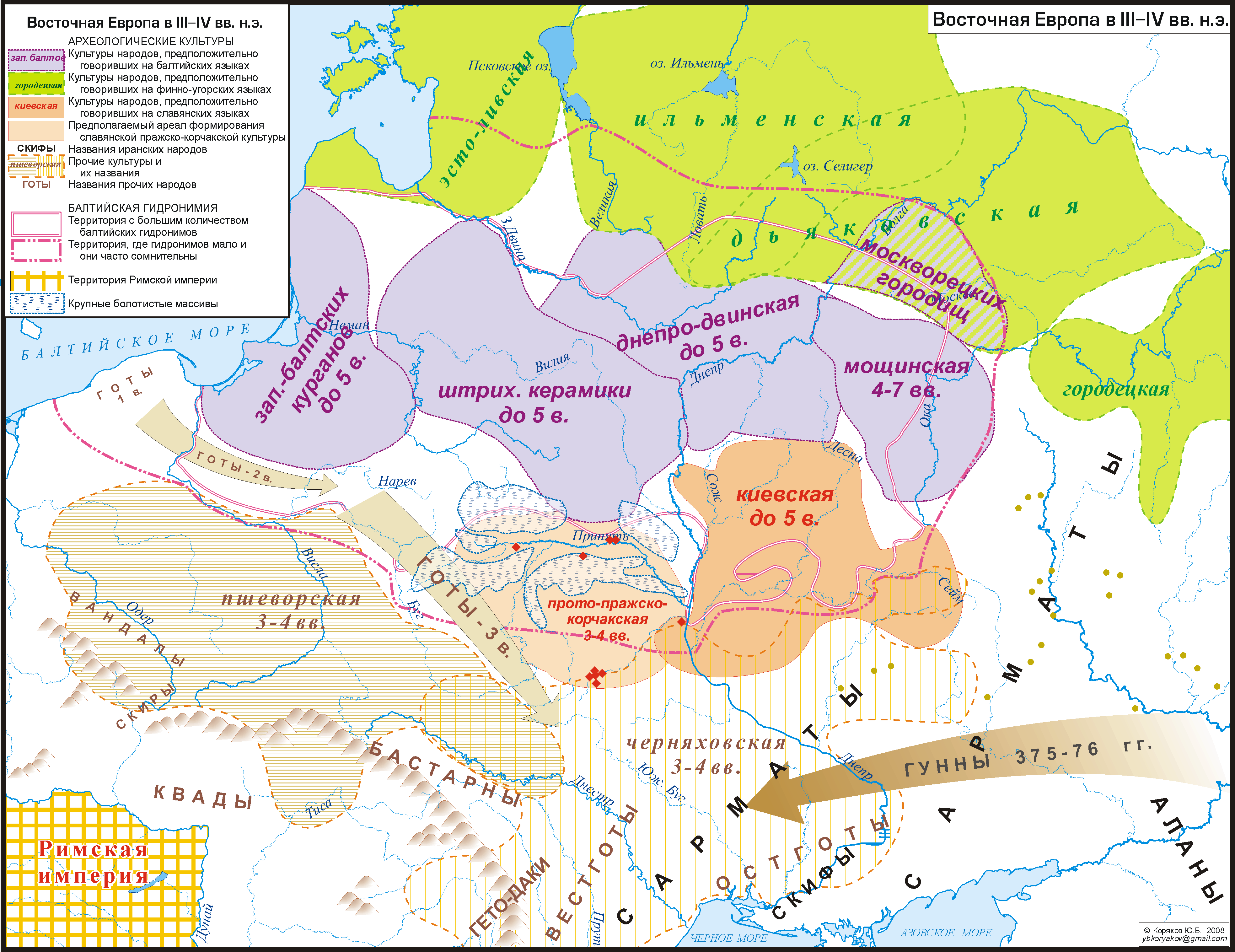
Восточная Европа в III—IV веках

На ряде поселений Припятского Полесья выделен так называемый «предпражский» горизонт (предполагаемое переходное звено между позднезарубинецкими и пражскими древностями), датированный рубежом ІІ—ІІІ — первой половиной IV века. Он представлен материалами, сопоставимыми с киевской культурой. В то же время Н. Н. Дубицкая оспаривает датировку ранней фазы пражской культуры, относя нижнюю хронологическую границу последней к V веку.
В течение V века носители пражской культуры освоили правобережье среднего Днестра и верховья Прута, ассимилировав аборигенное население, связанное с культурами восточногерманского круга и карпатских курганов.
На рубеже VII—VIII веков пражская культура в восточной части своего ареала эволюционирует в лука-райковецкую. В частности, традиции пражской культуры прослеживаются на памятниках типа Сахновки. Перемещение выходцев из пражского ареала на Левобережье Днепра вызвало появление памятников типа Волынцева.

## География распространения
С запада на восток пражская культура охватывала территорию от бассейна Эльбы до правобережья Среднего Поднепровья и Северного Побужья, а с севера на юг — от Южной Прибалтики до Подунавья и восточных отрогов Альп. Отдельные компоненты пражской культуры встречаются на памятниках полиэтничной лимесной культуры Ипотешть-Кындешть-Чурел, примыкающей на юге к пражскому ареалу. Керамика пражского типа найдена на Балканах, а также на ряде памятников, оставленных лангобардами и аварами в Подунавье.
На севере, от бассейна Шпре до Юго-Западной Прибалтики, известны памятники типов Суков и Дзедзицы, признаваемые вариантом развития пражской культуры под влиянием местного субстрата.

## Материальная культура

### Поселения
Основными памятниками пражской культуры являются неукреплённые поселения — селища, которые группируются в «гнёзда»; в северной части ареала известны городища.
Поселения пражской культуры располагались обычно в низинах, по берегам рек и иных водоёмов, часто на склонах надпойменных террас. Изредка они находились и на открытых местах плато, на землях пригодных для сельского хозяйства. Селища размером от 0,5 до 1,5 га обычно насчитывали от 8 до 20 хозяйств. Застройка поселений кучная, реже рядовая. Примером последней схемы выступает крупное поселение V—VII веков у села Рашков на Среднем Днестре.

### Сельское хозяйство
Основу хозяйственной деятельности племён пражской культуры составляли земледелие и животноводство. Земледелие было пашенным; среди выращиваемых зерновых культур преобладали просо, пшеница, ячмень, рожь и овёс. Для вспашки применялись рала (с железными наконечниками и без таковых), в качестве тягловой силы выступали лошади и волы. Для сельскохозяйственных работ использовались также железные и костяные мотыги, серпы и косы. Носители пражской культуры разводили крупный рогатый скот, свиней, овец, кур и других сельскохозяйственных животных. Второстепенную роль в хозяйстве играли охота, рыбная ловля и лесные промыслы.

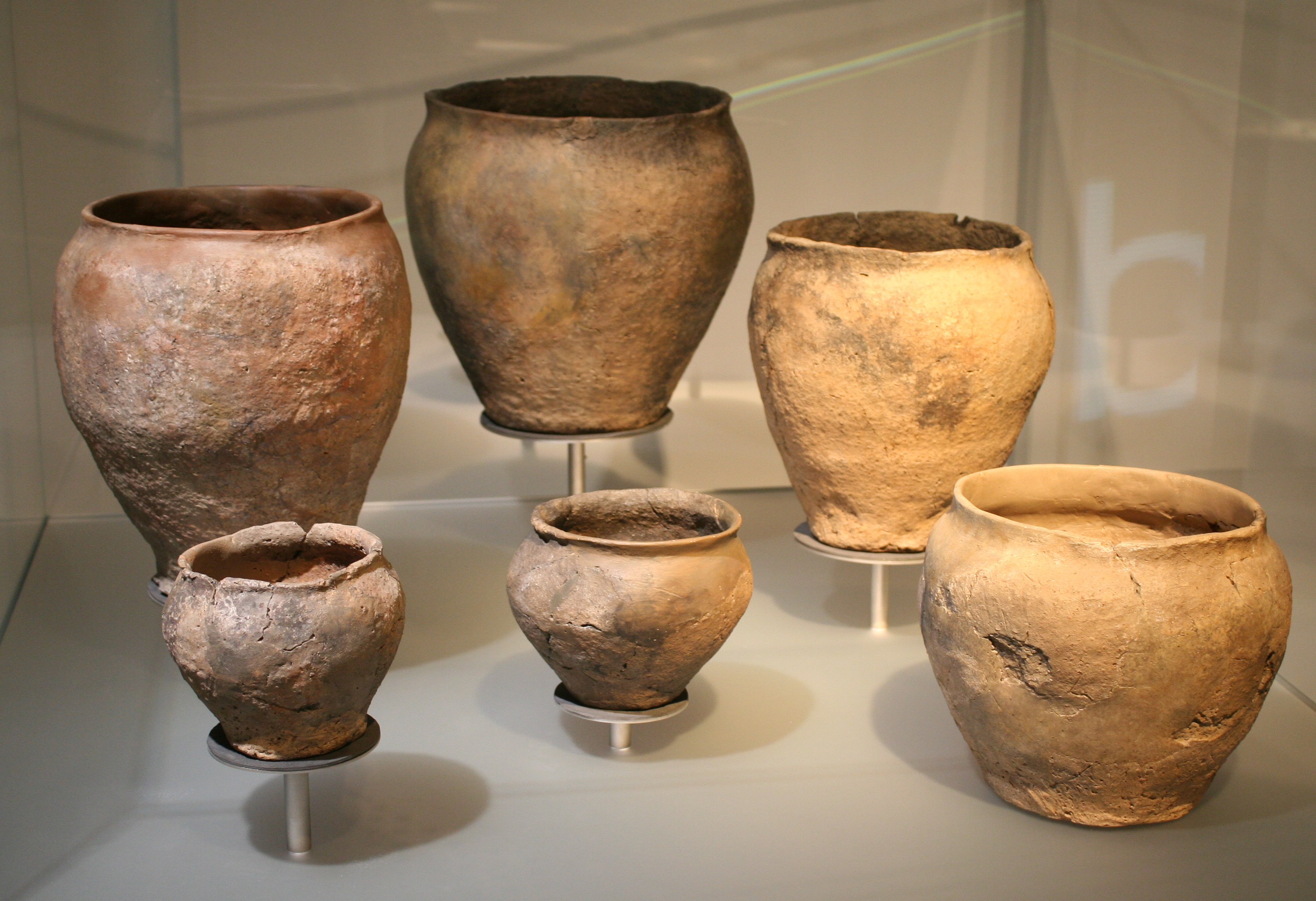
Керамика пражской культуры. Археологический музей города Хемниц

### Ремесло
Носители культуры изготовляли лепную керамическую посуду (как правило, неорнаментированную). Преобладают горшки, расширенные в верхней трети своей высоты. Основную тенденцию их эволюции составляет усиление профилированности верхней части. В ряде регионов найдены глиняные «хлебцы». Повсеместны глиняные пряслица (в основном биконические, иногда в виде приплюснутых шариков), в том числе орнаментированные — чаще использовались композиции из вдавленных точек; известны также мергелевые пряслица. Выявлены свидетельства существования металлургии железа. На пражских поселениях производились железные ножи, серпы, наконечники стрел и копий, шпоры, удила и другие изделия, как правило, идентичные бытовавшим в соседних археологических культурах. Обнаружены каменные литейные формы, льячки и иные следы работы с цветными металлами. Ассортимент изделий из них ограничивается немногочисленными пряжками, бляшками, браслетами и привесками.

### Домостроительство
Жилища пражской культуры представлены в основном небольшими полуземлянками подквадратной формы с печью (каменкой, в ряде регионов — глинобитной) в одном из углов. Встречались также печи, вырезанные в стенках построек, которые, вероятно, использовались для выпечки хлеба. В северо-западной части пражского ареала преобладают постройки, от которых сохранились лишь аморфные углубления. В ряде случаев прослеживаются срубные конструкции, столбовые ямы у стен и рядом с углами котлована. Помимо остатков углубленных жилищ, на поселениях пражской культуры встречаются хозяйственные ямы (в том числе для хранения зерна), следы наземных сооружений, оград и др. Полы жилищ — земляные, изредка глиняные или дощатые. Внутри устраивались вырезанные в материке или деревянные прилавки, служившие лежанками и скамьями.

### Погребения
Погребальные памятники пражской культуры представлены трупосожжениями (грунтовыми, реже курганными). Сожжённые человеческие останки помещались в ямку или в керамическую урну. Могильники выявлены не во всех частях ареала.

## Этническая принадлежность
Греко-латинская письменная традиция помещает в зону, занятую пражской культурой, народ склавинов. В. В. Седов идентифицировал памятники пражской культуры с раннесредневековой славянской племенной группой дулебов, которых счёл предками летописных волынян, древлян, дреговичей и полян.
Консенсус о пражско-корчакской культуре как самой ранней достоверно славянской сложился по причине того, что её датировка совпала с первыми достоверными письменными упоминаниями славян, а также из-за того, что прослеживается её археологическая связь с последующими достоверно славянскими культурами Средней и Восточной Европы, чего нельзя сказать о культурах, которые ей предшествовали — зарубинецкой в Верхнем Поднепровье, черняховской в Северном Причерноморье и др. Распространение пражско-корчакской культуры на больших территориях Центральной и Восточной Европы, от Эльбы и Дуная до Среднего Поднепровья, коррелирует со свидетельствами письменных источников о расселении славян, которое В. Н. Топоров и вслед за ним ряд других учёных называют демографическим взрывом.
Американский исследователь Ф. Курта считает роль пражской культуры в этногенезе славян преувеличенной, отмечая, в частности, сравнительно позднее упоминание славян в Моравии и Чехии, которое было связано уже с их противостоянием государству Каролингов в IX веке. По мнению других учёных, пражская культура отражает этнокультурные процессы VI—VII веков, в том числе на территории Чехии и Моравии (З. Мержинский), а также в Нижнем Подунавье (И. П. Русанова). Предполагается также раннее, датируемое IV—V веками, распространение славянских древностей на территории Сербского Подунавья, но их связь с пражской культурой остаётся неясной.
Попытки связать происхождение пражской культуры с предшествующей и расположенной в другом ареале черняховской культурой не дали общепризнанных результатов. Хотя на памятниках пражской культуры находили фрагменты черняховской керамики, выполненной на гончарном круге, в целом исследователями отмечается архаизация культур, которые пришли на смену черняховской и другим провинциально-римским культурам на территории Средней и Восточной Европы. Эти культуры сохраняли «внешние» импульсы от дунайской границы Римской империи, включая форму и объёмы горшков, фибулы и др., однако утратили технологические достижения, заимствованные из античной культуры, такие как гончарный круг, производство стекла и др.
Самые ранние пражско-корчакские памятники датируются гуннской эпохой, то есть IV—V веками. Они расположены в Полесье, представляющем собой архаическую зону славянского мира, в бассейнах Припяти, Днепра и Десны. Полесские болота ассоциируются с описанием быта славян готским историком Иорданом: «болота и леса заменяют им города». В рамках пражской культуры изредка встречаются городища-убежища, расположенные в заболоченных местах. По мнению Ф. Курты, славянская идентичность сформировалась «в тени Юстиниановых крепостей, а не в припятских болотах», что вызывает возражения ряда других исследователей. Точку зрения Курты отчасти поддерживает В. Я. Петрухин.